# ISO 2145
国際規格ISO 2145は、文書の章・節・項などを番号で標示する方法についての取り決めである。この規格は、原稿、本、ジャーナル記事、規格などあらゆる文書に適用される。
原文の標題は"Documentation - Numbering of divisions and subdivisions in written documents"であり、日本規格協会(JSA)による仮訳は「ドキュメンテーション－文字文書の区分及び小区分への番号の割り振り」である。ISO 2145に対応する日本工業規格(JIS)は制定されていないが、JIS Z 8301「規格票の様式及び作成方法」の「5.2.2 箇条」に類似の規定がある。

## 解説
ISO 2145による番号のつけ方は、以下の通りである。
- アラビア数字(1, 2, 3, …)のみを使用する。
- 主たる区分(main division)は、1から始まり連続的に数えられる。
- それぞれの主たる区分（第1レベル）は、小区分(subdivision)（第2レベル）に分けることができる。小区分も同様に連続的に数えられる。
- 異なるレベルの小区分を表す数字の間はピリオド(.)で区切る。最後のレベルの小区分を表す数字の後にはピリオドはつけない。
- 0（ゼロ）は各レベルの第1区切りの前に設けられる導入、序文、前書きなどに割り当てることができる。

## 例
ISO 2145に従った文書の目次の例:
| 0       | 序文           |
| 1       | 序論           |
| 2       | 方法論         |
| 2.1     | 計量の技法     |
| 2.1.1   | 手動による手順 |
| 2.1.1.1 | リンゴの計量   |
| 2.1.1.2 | オレンジの計量 |
| 2.1.2   | 自動化の方法   |
| 2.2     | 品質管理       |
| 3       | 結果           |
| 4       | 関連研究       |
| 4.1     | 豆の計量       |
| 4.2     | 羊の計量       |
| 5       | 結論           |

## 引用
区分・小区分の番号を文書の他の箇所から引用する場合は、以下のようにする。
- … in chapter 4 … （… 4章において …）
- … as lemma 3.4.27 shows … （… 補題3.4.27に示すように …）
- … the 3rd paragraph in 2.4.1.7 … （… 2.4.1.7の第3段落 …）

英語など言語によっては、話し言葉ではピリオドは省かれる。日本語の場合はピリオドを「てん」と読むことが多い。
- "… in chapter four …"
- "… as lemma three four twenty-seven shows …" （… 補題「さん てん よん てん にじゅうしち」に示すように …）
- "… the third paragraph in two four one seven …" （… 「に てん よん てん いち てん なな」の第3段落 …）

## ワープロソフトでの対応
- すべてのLaTeXで、章・節・図・表などすべての数字のつけ方がISO 2145に準拠している。
- 2003年現在、すべてのMicrosoft Wordのバージョンで、デフォルトでは最後の数字の後にもピリオドをつけている。これはISO 2145に準拠していないが、ISOに準拠するようユーザー設定ができる。